# Przylesie Dolne
Przylesie Dolne (niem. Niederseiffersdorf) – wieś w Polsce położona w województwie opolskim, w powiecie brzeskim, w gminie Grodków.
W latach 1975–1998 miejscowość administracyjnie należała do ówczesnego województwa opolskiego.

## Zabytki
Do wojewódzkiego rejestru zabytków wpisany jest kościół fil. pw. św.św. Piotra i Pawła, z drugiej poł. XV w., XIX/XX w.

## Szlaki turystyczne
- Brzeg – Krzyżowice – Gierszowice – Olszanka – Pogorzela – Jasiona – Michałów – Lipowa – Przylesie Dolne – Grodków